# Jana Werner
Jana Werner (* vor 1969) ist eine deutsche Schauspielerin und Sängerin. Sie ist Preisträgerin beim Bundeswettbewerb Gesang 1991.

## Leben und Werk
Ihre Ausbildung erfolgte an der Berliner HDK und an der Stage School Hamburg. Sie spielte die Hauptrollen in Musicals unter anderem in The Rocky Horror Show, Nostalgie, Blue Jeans am Theater des Westens in Berlin. In der deutschen Version des Walt-Disney-Films Die Schöne und das Biest synchronisierte sie die Figur Belle und sang mit Peter Hofmann das Titelduett. Die Rolle der Belle spielte sie auch zur Europa-Premiere am Raimundtheater in Wien sowie in der deutschen Tourneeproduktion.
Als Synchronsprecherin hat sie in vielen Zeichentrickfilmen und Musicalverfilmungen einigen populären weiblichen Hauptrollen ihre Stimme geliehen, oftmals auch nur die Gesangsstimme. Demnach hört man sie auch auf einigen der dazugehörigen deutschsprachigen Soundtracks.
Im Musicaltheater Duisburg stand Jana Werner als Fantine in Les Misérables auf der Bühne und war bei den Freilichtspielen Tecklenburg als Guenevere in Camelot, als Erzählerin in Joseph und als Baronin von Waldstätten in Mozart! zu sehen.

## Synchronisation
- 1991: Belle in Die Schöne und das Biest
- 1992–1994: Arielle in der TV-Serie Arielle, die Meerjungfrau (nur Gesang; Sprache: Dorette Hugo)
- 1994: Däumeline in Däumeline (nur Gesang; Sprache: Dorette Hugo)
- 1994: Odette in Die Schwanenprinzessin (nur Gesang; Sprache: Maud Ackermann)
- 1997: Anastasia in Anastasia (nur Gesang; Sprache: Anja Kling)
- 1997: Belle in Die Schöne und das Biest – Weihnachtszauber
- 1998: Belle in Belles zauberhafte Welt
- 1999: Tuptim in Der König und ich (nur Gesang; Sprache: Manja Doering)
- 2001: Susi in Susi und Strolch 2
- 2002: Daria in Die Prinzessin auf der Erbse (nur Gesang; Sprache: Marie Bierstedt)
- 2004: Christine in Das Phantom der Oper
- 2007: Cinderella in Cinderella – Wahre Liebe siegt (nur Gesang; Sprache: Marie Bierstedt)
- 2013: Cinderella in Sofia die Erste, Pilotfilm Sofia die Erste – Auf einmal Prinzessin
- 2013: Belle aus Die Schöne und das Biest in Sofia die Erste, Episode Das Amulett und die Hymne
- 2023: Königin Amaya in Wish